# Schmidtiana borneensis
Schmidtiana borneensis är en skalbaggsart som först beskrevs av Cenek Podany 1968.  Schmidtiana borneensis ingår i släktet Schmidtiana och familjen långhorningar. Inga underarter finns listade i Catalogue of Life.